# لوه-ایشن
لوه ایشن، هشتمین پادشاه سلسه اَوَن و از خاندان پِلی است که در ایلام باستان زندگی می‌کرد و پسر هیشپ-رتپ اول بوده که در حدود ۲۳۲۵ قبل از میلاد بر ایلام حکومت می‌کرد. این پادشاه پس از سارگن اکدی به فرمان‌روایی رسیده‌است و بعد از او پسرش هیش-رتپ دوم که اسم او به معنی «روزی دهندگان پر آوازه» است، نهمین فرمان‌روای ایلام شد.